# هما (پرنده)
هما (نام علمی: Gypaetus barbatus)، مرغ استخوان‌خوار یا کرکس ریش‌دار، گونه‌ای پرندهٔ شکاری لاشه‌خوار بزرگ‌جثه از تیرهٔ بازان و راستهٔ بازسانان است که در کوه‌های مرتفع آفریقا، جنوب اروپا و آسیا از جمله مناطقی از ایران همچون ذخیره‌گاه زیست‌کرهٔ گنو، منطقهٔ حفاظت‌شدهٔ بوزین و مره‌خیل و ارتفاعات چالدران در شمال استان آذربایجان غربی زندگی می‌کند.
هُما در تمام طول سال یک جا می‌ماند و هر فصل فقط یک یا دو تخم می‌گذارد. این پرنده مانند دیگر کرکس‌ها عمدتاً لاشه‌خوار است اما عمدهٔ غذای آن را مغز استخوان تشکیل می‌دهد. هما استخوان‌های بزرگ را از ارتفاع زیاد به روی سنگ‌ها پرتاب می‌کند تا به قطعات کوچک‌تر شکسته شود. گاهی هم از لاک‌پشت‌های کوچک زنده به همین روش تغذیه می‌کند. این پرنده تنها گونهٔ کرکس است که رژیم غذایی آن تقریباً منحصراً (۷۰ تا ۹۰ درصد) استخوان است. هما در کوه‌های بلند جنوب اروپا، قفقاز، آفریقا، شبه‌قارهٔ هند و تبت، زندگی و تولیدِمثل می‌کند. تخم‌گذاری این پرنده در میانهٔ زمستان با یک یا دو تخم صورت می‌گیرد که در آغاز بهار جوجه‌دار می‌شوند.
هُما را می‌توان در ارتفاعات و مناطق کوهستانی یافت. این جانور در ارتفاعی بین ۳۰۰ تا ۴۵۰۰ متر بالاتر از سطح دریا زیست می‌کند و بیشتر اعضای این گونه در ارتفاعی بیش از ۲۰۰۰ متر سکونت می‌کنند. هُما اغلب مناطق متروک و صخره‌ای یا دره‌های مشرف به مراتع جایی که چرندگان و شکارگران زیست می‌کنند را کنام خود می‌کند. زیست در چنین مناطقی امکان دسترسی بالقوهٔ جانور به اجساد جانوران شکارشده و مردار را فراهم می‌کند.
جمعیت این گونه همچنان در حال کاهش است. تا ژوئیهٔ ۲۰۱۴، در فهرست سرخ آی‌یوسی‌ان (IUCN) گونه‌های تهدیدشده طبقه‌بندی شد؛ با این حال، طبقه‌بندی بعدی نشان داد که این گونه در خطر انقراض قرار ندارد، در ارزیابی دوباره هما به عنوان یک گونهٔ «نزدیک تهدید» تعریف شده است.

## نام‌شناسی

### نام علمی
هما نخستین بار توسط کارل لینه زیست‌شناس اهل سوئد در کتاب سامانهٔ طبیعت توصیف علمی شد و لینه نام علمی Vultur barbatus را برای این گونه برگزید. vultur واژه‌ای در زبان لاتین به معنای کرکس است و barbatus نیز در لاتین به معنای ریش‌دار است که این دو واژه در کنار هم کرکس ریش‌دار معنی می‌دهند. نام امروزی سردهٔ هما یعنی Gypaetus نیز از ترکیب دو واژه یونانی gyp (کرکس) و aetos (عقاب) حاصل شده که همراه با پسوند نامِ گونه معنای کرکس‌عقابِ ریش‌دار می‌دهند.

### نام آلمانی
lammergeier که lammergeyer نیز نوشته می‌شود، واژه‌ای در زبان انگلیسی است که از واژه Lämmergeier در زبان آلمانی نشأت گرفته و به معنی کرکس بره است. این نام ریشه در باور قدیمی اروپاییان مبنی بر اینکه هما یا کرکس ریش‌دار شکارچی بره‌ها (lambs) است دارد.

## ویژگی‌ها
هما طول بدنی بین ۹۴ تا ۱۲۵ سانتی‌متر، فاصلهٔ بین دو بال ۲۳۱ تا ۲۸۳ سانتی‌متر و وزنی بین ۴٫۵ تا ۷٫۸ کیلوگرم دارد. زیرگونه اوراسیایی این پرنده (G. b. barbatus) دارای میانگین وزنی ۶٫۱ کیلوگرم و زیرگونهٔ آفریقایی آن (G. b. meridionalis) دارای میانگین وزنی ۵٫۷ کیلوگرم است. نر و ماده هم‌شکل و بدون تغییرات فصلی هستند. اندازهٔ ماده اندکی بزرگ‌تر از نر است. برخلاف بیشتر کرکس‌ها، هما سر نسبتاً کوچک‌تر و پردار دارد و گردنش ضخیم‌تر است. گردن و ساق پاها نامشخص و کاملاً پردار، دم لوزی شکل، بلند و تیره‌رنگ است. این پرنده روی زمین به شیوه‌ای اردک‌وار راه می‌رود، پاهای آن قوی و مچ پاهای آن نیز نسبتاً کوتاه (حدود ۸٫۸ تا ۱۰ سانتی‌متر) است. درازای دم این پرنده بین ۴۲٫۷ تا ۵۲ سانتی‌متر است که این مقادیر از عرض بال‌های این پرنده بیشتر می‌باشد.
هما حلقه‌ای قرمزرنگ در اطراف چشم دارد و نقاب روی صورت و بال‌های آن سیاه است. پرهای سیاه‌رنگ نقاب روی صورت از زیر چشم تا امتداد نوک به سمت پایین کشیده شده و ریش‌مانند است. سر و سینه و پاها حنایی رنگ با رگه‌هایی به‌رنگِ کِرِم است. این رنگ‌آمیزی در اثر استحمام در آب غنی از آهن یا مالیدن املاح آهن‌دار به پرها ایجاد می‌شود لذا رنگ پر کرکس‌های بزرگ‌شده در اسارت کاملاً روشن است و چندان حنایی‌رنگ نیست. در هنگام پرواز پر و بال و دم طرحی شبیه به صلیب دارد و پوش‌پرهای زیر بال‌ها از شاه‌پرهای پرواز تیره‌تر هستند.
پرندگان نابالغ رنگی قهوه‌ای و خاکستری تیره دارند، پرهای ریش‌مانند صورت نیز کوتاه‌تر است. روتنهٔ خاکستری مایل به نخودی، شکم روشن‌تر و سر و گردن قهوه‌ای تیره تا سیاه است.

### فیزیولوژی
طبق تخمین‌ها میزان پی‌اچ اسید معدهٔ هما برابر با ۱ است. حدود ۲۴ ساعت طول می‌کشد تا تکه استخوان‌های بزرگ به آرامی هضم شوند. مقدار بالای چربی در مغز استخوان سبب می‌شود که ارزش غذایی آن تقریباً به اندازهٔ ماهیچه باشد؛ حتی اگر مقدار استخوان کمتری نسبت به ماهیچه هضم شود. آب درون اسکلتی که روی کوه قرار دارد خشک می‌شود و در نتیجه از آن در برابر تخریب و تجزیهٔ بافت توسط باکتری‌ها محافظت می‌شود، بنابراین هما می‌تواند تا ماه‌ها پس از مصرف قسمت‌های نرم‌تر مردار توسط دیگر جانوران، لاروها و باکتری‌ها از آن تغذیه کند.

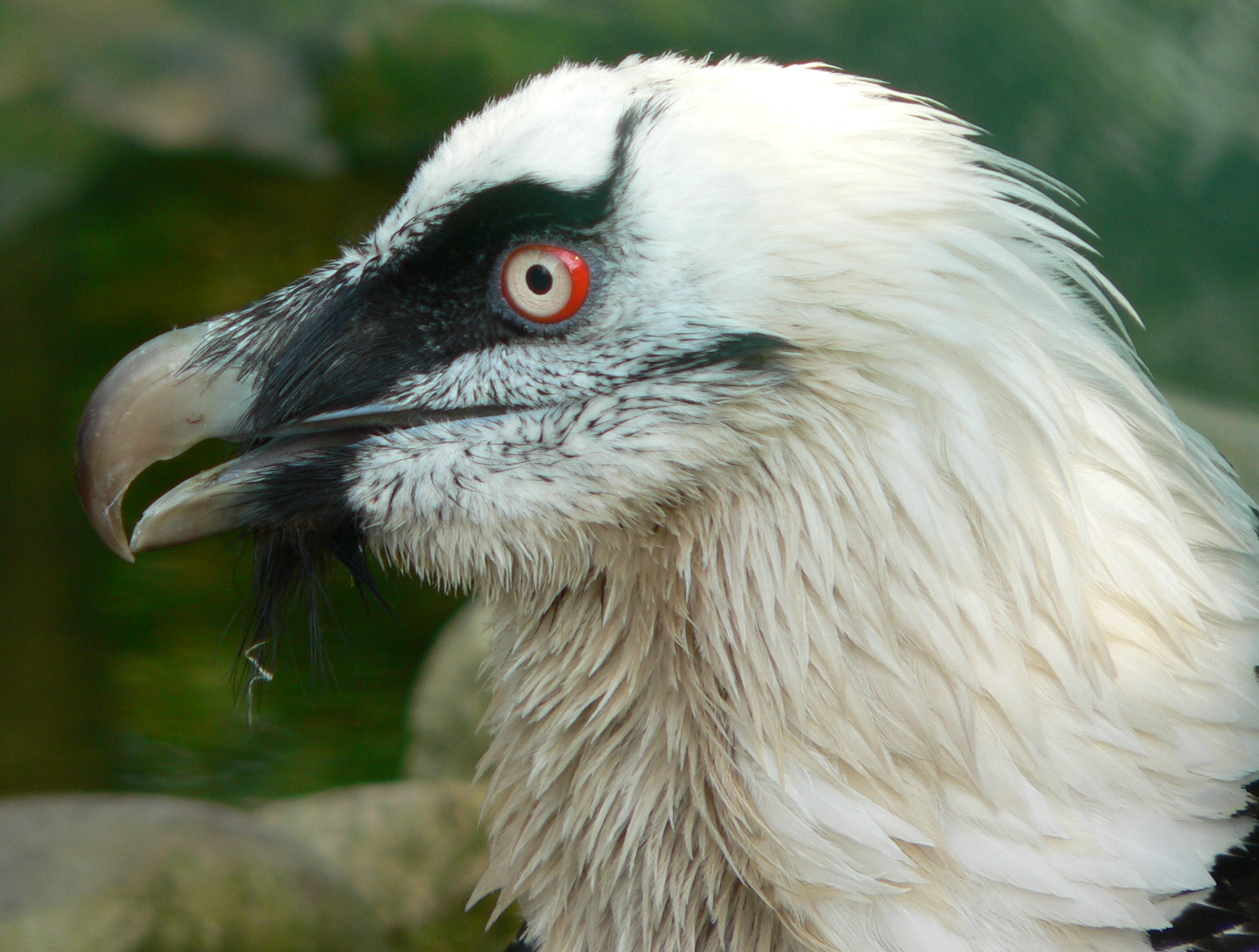
همای بالغ پرهای زرد براق دارد
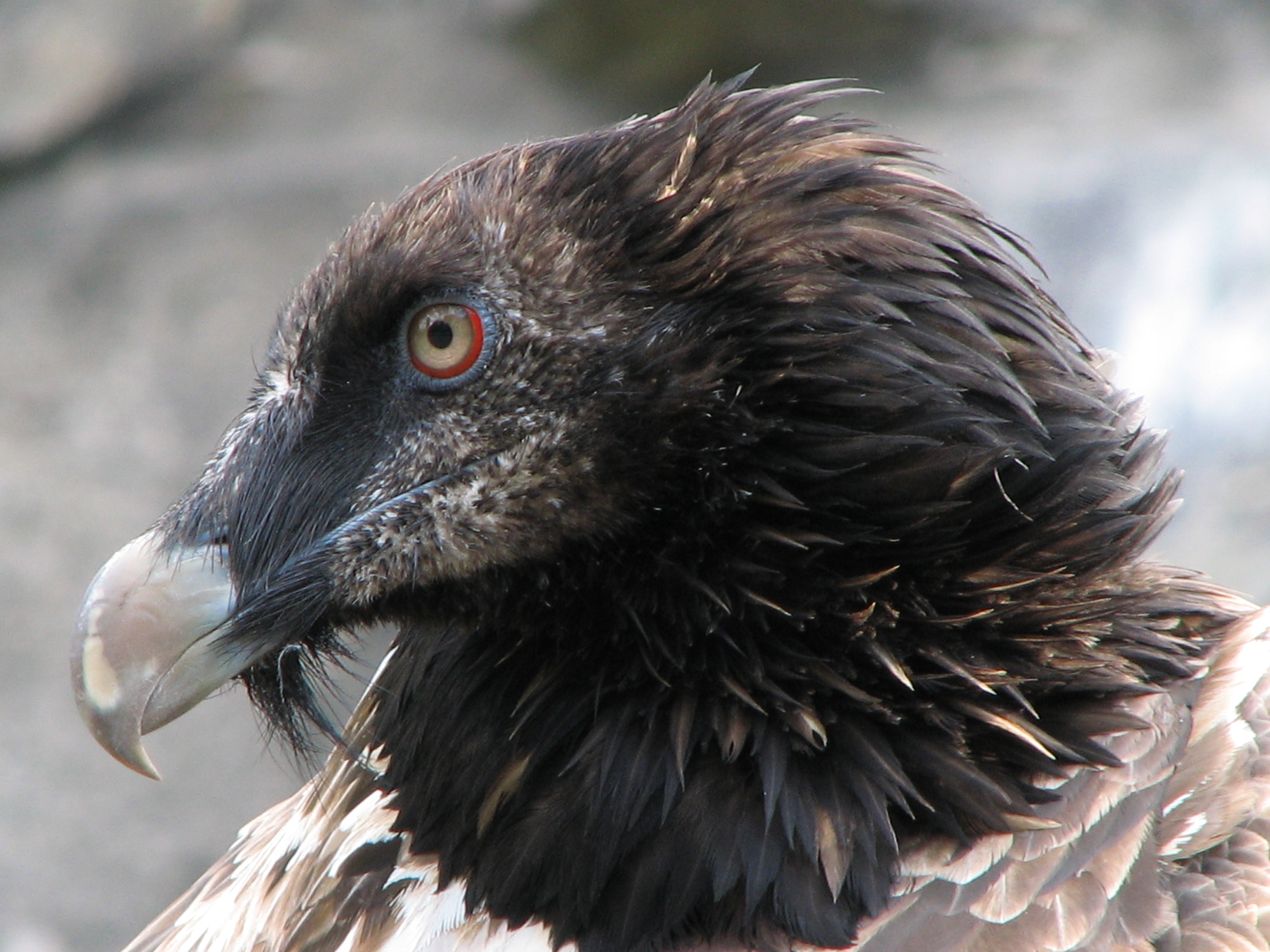
همای نابالغ پرهای تیره‌رنگ دارد
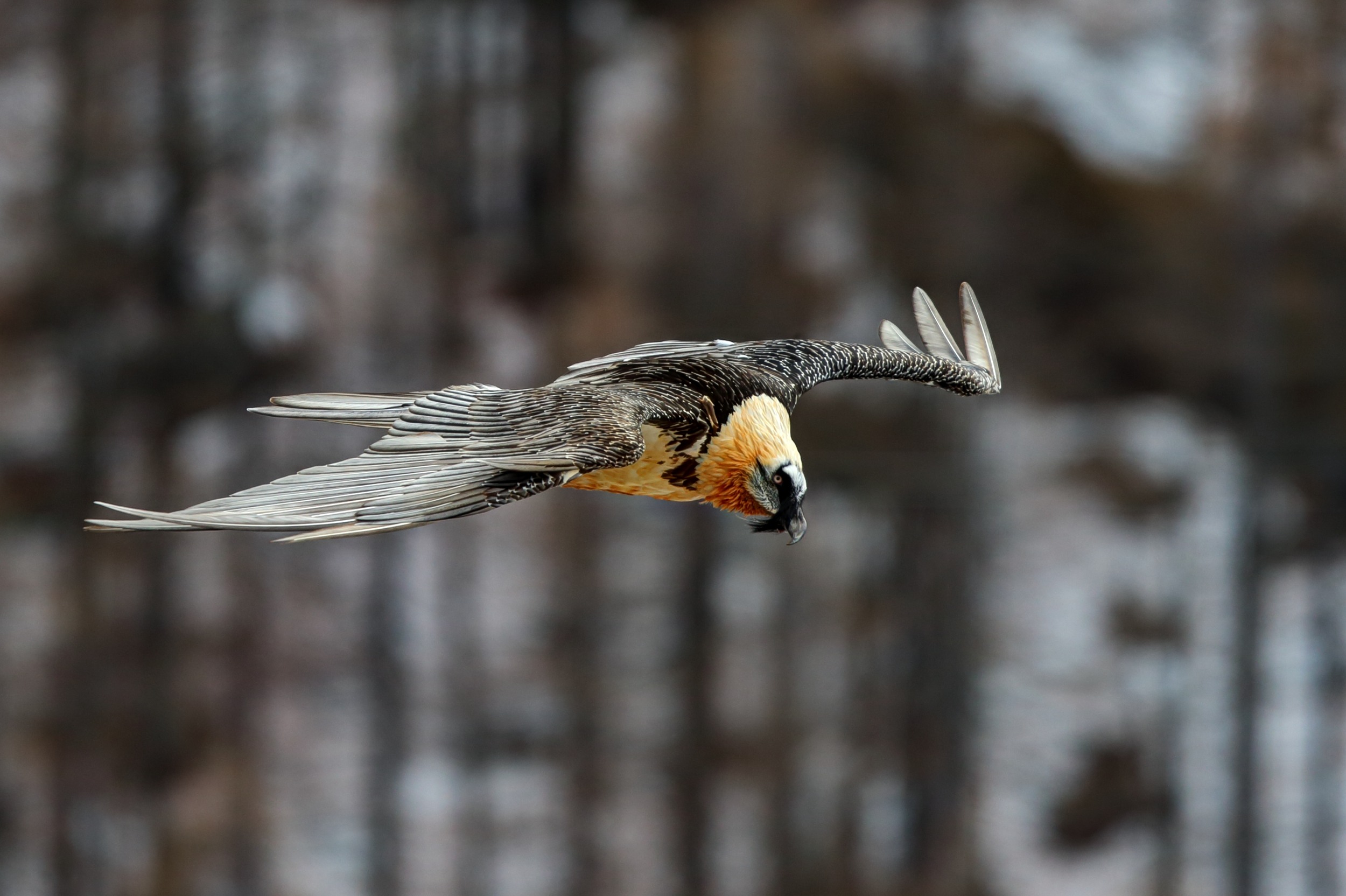
یک هما در حال پرواز بر فراز آسمان پارک ملی گرن پارادیسو، ایتالیا

## طبقه‌بندی
از میان ۲۳ گونه‌ای که از آن‌ها به عنوان کرکس یاد می‌شود ۱۶ گونه متعلق به گروهی است که کرکس‌های جهان قدیم نامیده می‌شودند. این پرندگان به علت زندگی در بر قدیم (آسیا، اروپا و آفریقا) به این نام معروف شده‌اند. کرکس‌های بر قدیم در تیرهٔ بازان قرار می‌گیرند و خویشاوند عقاب‌ها، قوش‌ها، سنقرها و سارگپه‌ها محسوب می‌شوند. همچنین نسب مشترک نزدیکی میان کرکس‌های جهان قدیم و تیرهٔ لاشخوران بومی قارهٔ آمریکا که کرکس‌های جهان جدید نامیده می‌شوند وجود ندارد و وجود شباهت‌هایی میان این دو گروه نتیجه فرگشت همگرا است.
تحقیقات ژنتیکی نشان می‌دهند که نزدیک‌ترین خویشاوند هما لاشخوری ریزاندام به نام کرکس کوچک (مصری) است. این دو گونه به همراه کرکس نخل زیرخانواده‌ای به نام همائیان (Gypaetinae) را تشکیل می‌دهند که کلادی جدا از سایر گونه‌های کرکس بر قدیم به حساب می‌آید.

### زیرگونه‌ها
۲ زیرگونه از پرنده وجود دارد:
- همای اوراسیایی (G. b. barbatus): در شمال غربی آفریقا، جنوب غربی اروپا، خاورمیانه شامل ایران، افغانستان، ترکیه و مصر، مغولستان، مرکز و شمال غربی چین زیست می‌کند.
- همای آفریقایی (G. b. meridionalis): در غرب عربستان سعودی، اتیوپی، آفریقای شرقی، و همچنین در جمعیتی پراکنده در آفریقای جنوبی زیست می‌کند.[۲۷]

## رفتارشناسی

### تغذیه
مانند سایر کرکس‌ها هما نیز بیشتر از بقایای جانوران مرده تغذیه می‌کند. رژیم غذایی این پرنده شامل پستانداران (۹۳٪)، پرندگان (۶٪) و خزندگان (۱٪) است. پستانداران سم‌دار با جثهٔ متوسط بخش بزرگی از رژیم غذایی این پرنده را تشکیل می‌دهند. در مقابل بقایای گونه‌های بزرگ‌تر مانند گاو و اسب مورد علاقهٔ هما نیستند که این موضوع احتمالاً به دلیل متغیرهای نسبت هزینه و سود، فرایند حمل و هضم بقایای این جانوران است. هما معمولاً از گوشت تغذیه نمی‌کند و به‌طور معمول ۸۵ تا ۹۰ درصد رژیم غذایی آن را مغز استخوان تشکیل می‌دهد. هما تنها پرندهٔ زنده‌ای است که برای تغذیه از مغز استخوان سازگاری پیدا کرده است. این پرنده تکه استخوان‌های کوچک را کاملاً می‌بلعد اما در مورد استخوان‌های بزرگ مانند ران گوسفند نخست آن‌ها می‌شکند و سپس شروع به تغذیه می‌کند. دستگاه گوارش این پرنده قادر است که تکه استخوان‌های بزرگ را نیز به سرعت حل کند. هما برای شکستن استخوان‌های بزرگ آن‌ها را به ارتفاع ۵۰ تا ۱۵۰ متر بالاتر از سطح زمین برده و سپس آن‌ها را رها کند تا خرد شوند و مغز استخوانشان در دسترس قرار گیرد. این پرنده می‌تواند استخوان‌هایی با قطر ۱۰ سانتی‌متر و وزن بیش از ۴ کیلوگرم و تقریباً برابر وزن خود را هنگام پرواز با خود حمل کنند. پس از پرتاب استخوان‌های بزرگ هما به منظور بررسی در ارتفاع پایین دور می‌خورد یا مستقیم روی زمین می‌آید، اگر استخوان به مقدار لازم خرد نشده باشد دوباره این عمل را تکرار می‌کند. مهارت شکستن استخوان نیازمند تمرین زیاد توسط افراد نابالغ است و ۷ سال طول می‌کشد تا پرنده کاملاً به این مهارت تسلط یابد. هما اندام پستانداران کوچک‌جثه مانند گوسفند را ترجیح می‌دهد و برخلاف سایر کرکس‌ها که با چینه‌دان خود جوجه را تغذیه می‌کنند این پرنده غذا را مستقیم به لانه خود می‌آورد.
جانوران زنده گاهی مورد حملهٔ هما قرار می‌گیرند و احتمالاً هما نسبت به سایر کرکس‌ها علاقهٔ بیشتری برای شکار جانوران زنده دارد. در بین این جانوران به نظر می‌رسد که لاک‌پشت‌ها بسته به وفور در محل زیست این پرنده بیشتر مورد توجه قرار می‌گیرند. لاک‌پشت‌هایی که هدف قرار می‌گیرند ممکن است به اندازهٔ خود این پرنده سنگین باشند. هما به منظور شکستن لاک لاکپشت‌ها آن‌ها را تا ارتفاع مشخصی بالا می‌برد و سپس رها می‌کند تا لاک سخت این خزندگان را بشکند. این روش شکار لاک‌پشت در میان عقاب‌های طلایی نیز مشاهده شده است. سایر جانوران زنده که مورد حملهٔ این کرکس قرار می‌گیرند در ارتفاعات به دام افتاده و آنقدر مورد حمله و ضرب‌وشتم این پرنده قرار می‌گیرند تا سقوط کرده و از بین بروند. مشاهده شده که خرگوش‌های کوهی، خرگوش‌های صحرایی، مارموت‌ها و در یک مورد بزمجه‌ای به طول ۶۲ سانتی‌متر به این روش شکار شده‌اند. در موارد نادری دیده شده که هما به جانوران بزرگ‌تر از جمله بز کوهی، بز کوهی اروپایی و آهوسنگی نیز به همین روش حمله کرده و آن‌ها را کشته است. اگرچه بعضی از این موارد ممکن است به دلیل برخورد تصادفی و غیرعمد کرکس و این پستانداران باشد. بسیاری از جانوران بزرگی که توسط هما کشته می‌شوند نابالغ، مریض یا به شدت زخمی هستند. گزارش شده که انسان‌ها نیز به صورتی ناهنجار یا با همین روش توسط این پرنده کشته شده‌اند. با این حال این گزارش‌ها تأیید نشده و زیست‌شناسانی که این پرنده را مطالعه کرده‌اند این موارد را برخورد ناگهانی و غیرعمد از سوی کرکس می‌دانند. گهگاه پرندگان کوچکی مانند کبوترها نیز توسط هما کشته و خورده می‌شوند. بعضی اوقات نیز ممکن است یک جفت هما با هم شکار و تغذیه کنند. در ارتفاعات اتیوپی این پرنده به تغذیه از زباله‌ها و پسمانده‌ها خو گرفته است.

### تولید مثل
هما قلمرو گسترده‌ای دارد و ممکن است روزی بیش از ۲ کیلومتر مربع را در جستجوی خوراک بپیماید. زمان جفت‌گیری این پرنده بسته به زیستگاه آن متغیر است، در بیشتر اوراسیا از دسامبر تا سپتامبر، در شبه‌قارهٔ هند از نوامبر تا ژوئن، در اتیوپی از اکتبر تا می، تمام طول سال در شرق آفریقا و از می تا ژانویه در جنوب آفریقا می‌باشد. این پرندگان اغلب تک‌همسر هستند اما در مواردی چندشوهری میان آن‌ها دیده شده است. پرنده‌های بالغ به نشانهٔ علاقه پاهای خود را در هم قفل می‌کنند و مسافتی طولانی را با هم در آسمان طی می‌کنند. در اروپا تخمین زده می‌شود که ۱۲۰ جفت هما وجود دارند و میزان باروری آن‌ها بین ۰٫۴۳±۰٫۲۸ است. میزان باوری موفق میان این پرندگان حدود ۰٫۵۶±۰٫۳۰ می‌باشد.
لانهٔ درست شده توسط جفت‌ها معمولاً حدود ۱ متر عرض و ۶۹ سانتی‌متر عمق دارد. نخستین لانهٔ ساخته توسط این پرندگان ابعاد بیشتری داشته و دارای ۲٫۵ متر عرض و ۱ متر عمق است. جانور ماده به مدت ۵۳ تا ۶۰ روز بر روی یک، دو و در موارد نادری سه تخم می‌خوابد. جوجه‌ها پس از تولد به مدت ۱۰۰ تا ۱۳۰ روز اولیهٔ زندگی خود را در لانه می‌گذرانند و بعد از آن خارج می‌شوند. با این حال فرزندان ممکن است تا ۲ سال همچنان به والدین خود وابسته باشند و در کنار آن‌ها بمانند. این پرندگان معمولاً درون غارها یا صخره‌های بلند و با شیب تند لانه می‌سازند تا از دسترسی پستانداران درنده به لانهٔ خود جلوگیری کنند. پرندهٔ وحشی معمولاً عمری طولانی‌تری نسبت به پرندهٔ در اسارت دارد و میانگین طول عمر آن حدود ۲۱٫۴ است. با این حال در چند مورد پرندهٔ در اسارت توانسته تا ۴۵ سال نیز عمر کند.

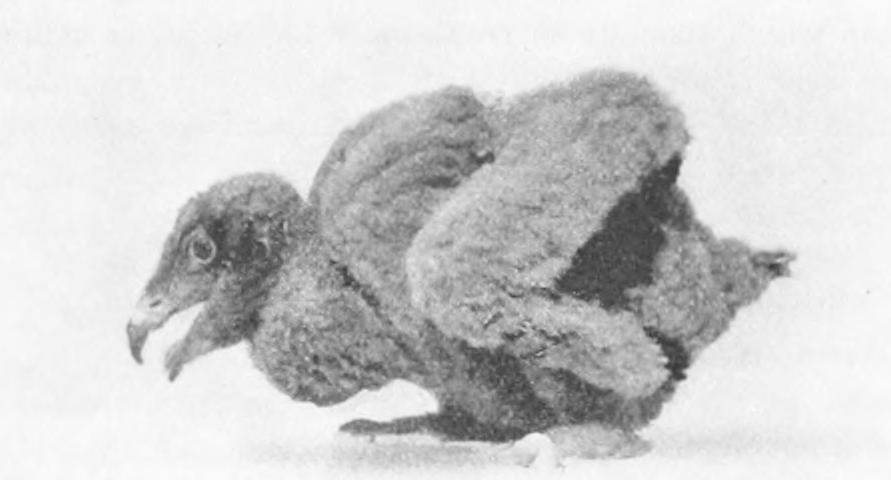
جوجهٔ هما کرک‌پرهایی تیره دارد
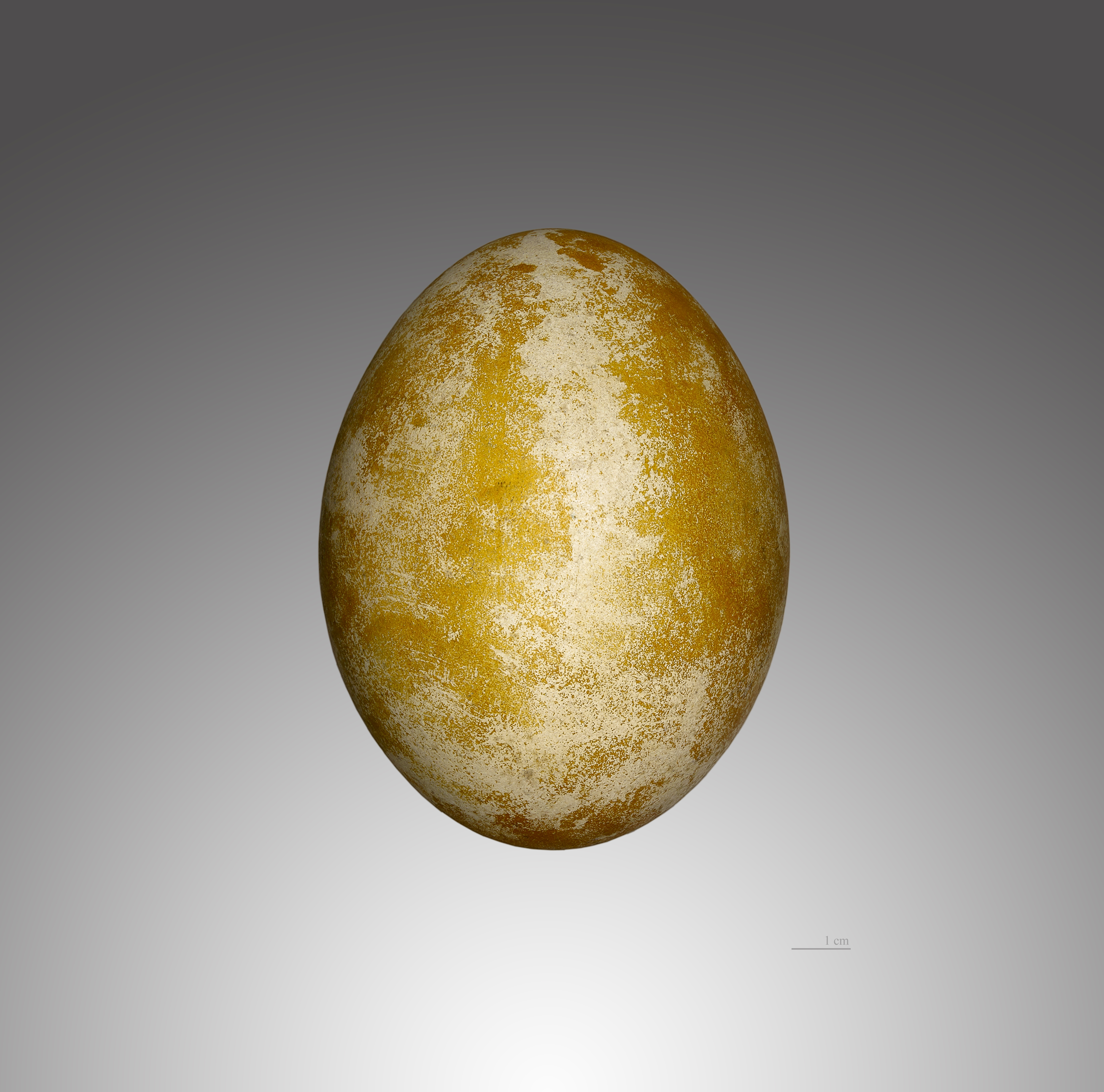
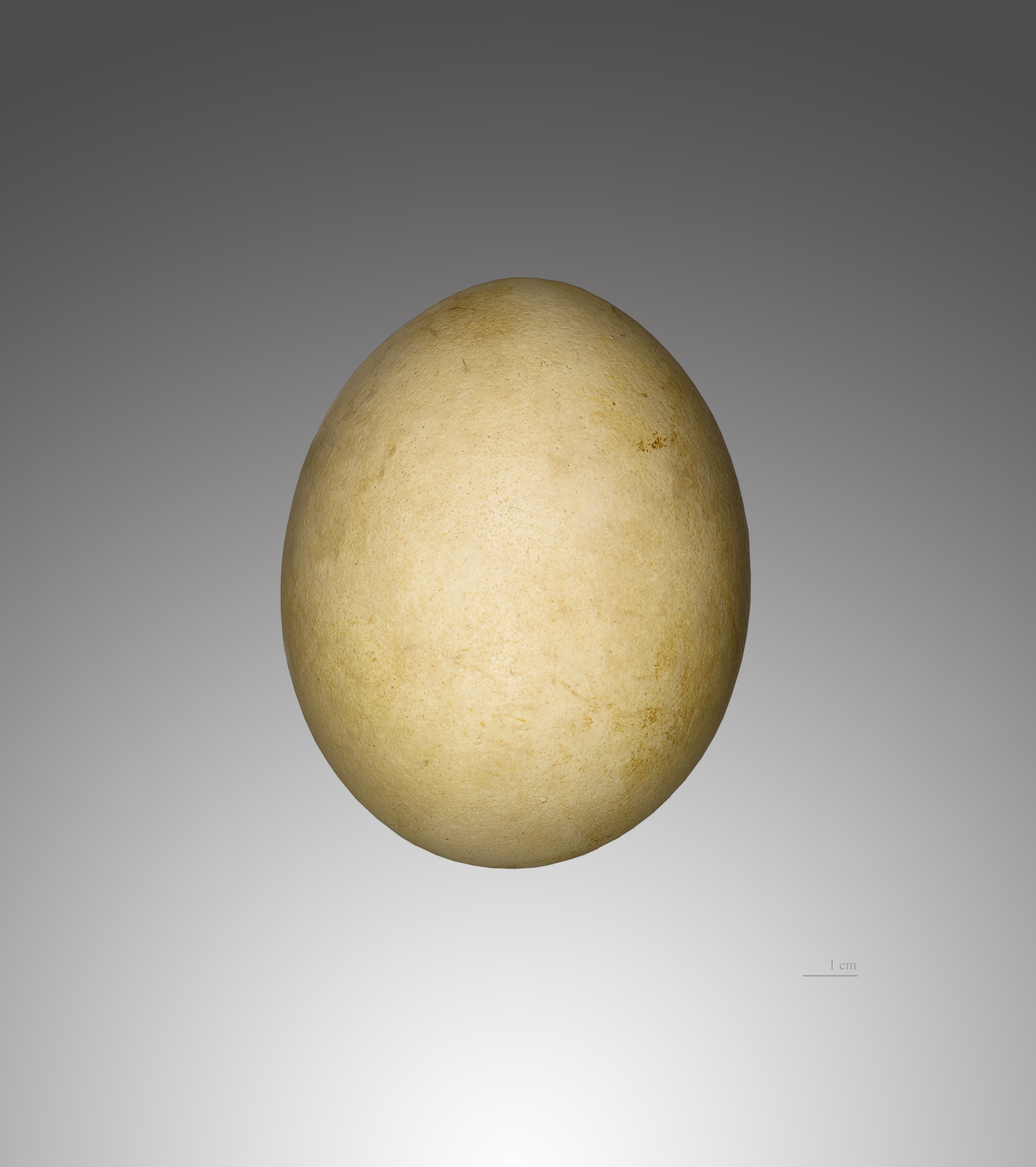
دو نمونه تخم هما در موزهٔ تولوز
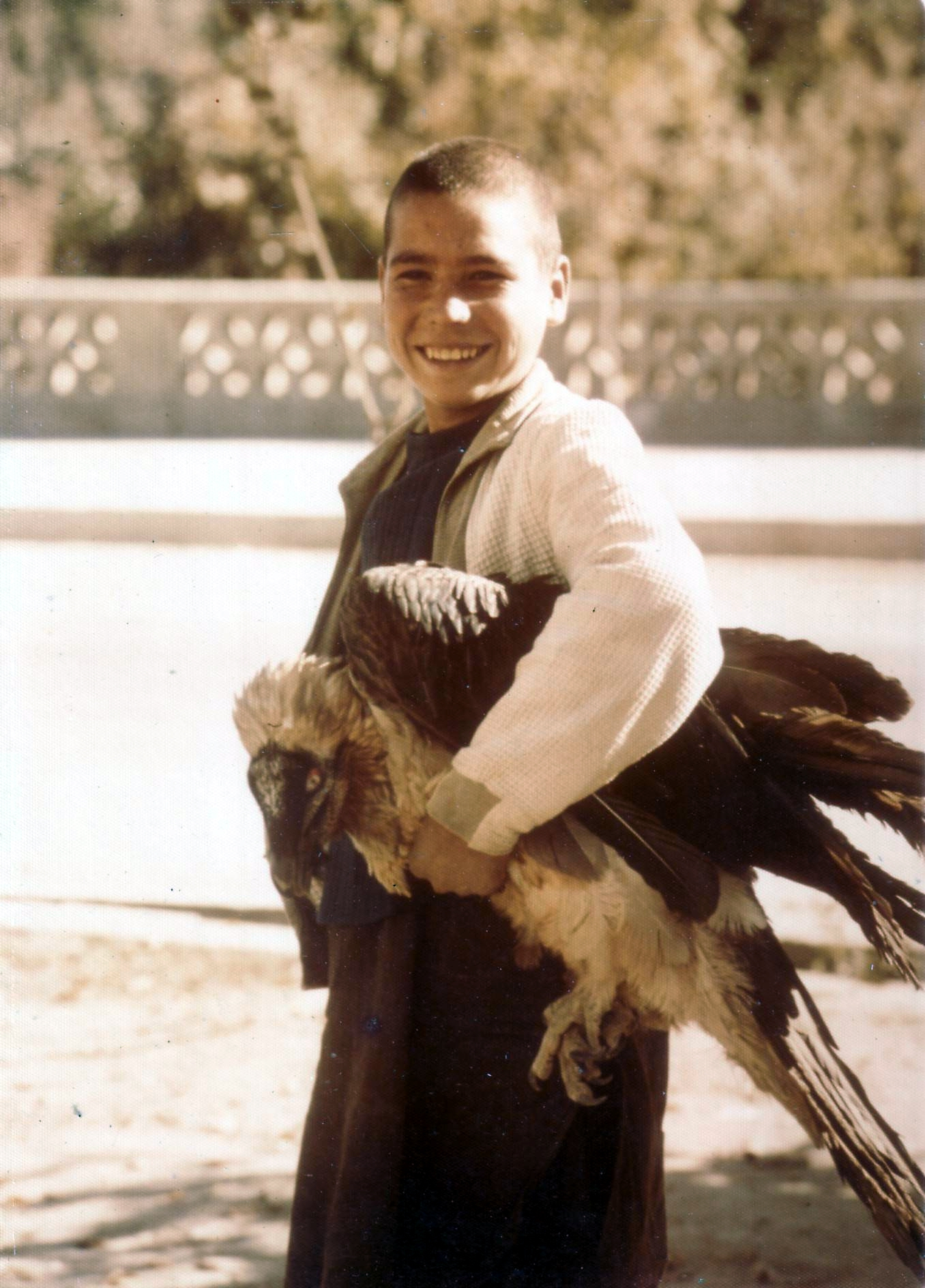
یک پسر کابلی همراه با هما

## وضعیت بقا
هما یکی از در خطر انقراض‌ترین گونه‌های پرندگان در اروپا محسوب می‌شود و جمعیت آن طی یک سدهٔ اخیر به طرز چشمگیری در اروپا کاهش یافته است. تراکم جمعیت هما به‌طور کلی کم است و در حال حاضر در قسمت‌هایی از رشته‌های اوراسیا که این پرنده حضور دارد بین ۱۰ تا ۵۰۰ جفت از آن زیست می‌کنند. هما پرنده‌ای رایج در اتیوپی است و طبق تخمین‌ها بین ۱۴۰۰ تا ۲۲۰۰ قطعه از این پرنده در اتیوپی زیست می‌کنند. هما در قسمت‌هایی از رشته‌های هیمالیا نیز دارای جمعیت نسبتاً زیاد و پایدار است. در آغاز سدهٔ ۲۰ میلادی جمعیت این پرنده در بیشتر مناطق اروپا از میان رفت و تنها جمعیت قابل‌توجه‌ای در پیرنه بین مرزهای فرانسه و اسپانیا باقی ماند. تلاش برای احیای جمعیت هما در رشته‌کوه‌های آلپ سوئیس و ایتالیا به نتیجه رسیده و جمعیت آن در فرانسه احیا شده و در حال افزایش است. کاهش جمعیت هما در برخی از مناطق آسیا و آفریقا نیز روی داده اما در مقایسه با میزان کاهش جمعیت این پرنده در اروپا به مراتب کمتر است.
بسیاری از گونه‌های پرندگان شکاری پیشتر در مناطق توسعه‌نیافته از تأثیرات عوامل انسانی محافظت می‌شدند، اما در سال‌های اخیر با افزایش جمعیت انسان‌ها و توسعهٔ زیرساخت‌ها در این مناطق جمعیت این پرندگان به شدت تحت تأثیر قرار گرفته است. توسعهٔ زیرساخت‌ها شامل گسترش خانه‌ها، جاده‌ها و خطوط برق است که خطر اصلی در مورد این زیرساخت‌ها احتمال برخورد پرندگان با خطوط برق است. عوامل کلی در کاهش جمعیت هما شامل تخریب زیستگاه، برخورد با زیرساخت‌های مربوط به تولید و انتقال انرژی مانند برق، کاهش دسترسی به منابع غذایی، خوردن لاشه‌های مسموم و کشتار این پرنده در قالب شکار تروفه است.

## در فرهنگ
هما یکی از گونه‌های در معرض تهدید در ایران محسوب می‌شود. در اساطیر ایرانی، همای کمیاب نماد نیک‌بختی است. اعتقاد بر این بود که اگر سایهٔ هما روی یکی بیفتد، او به حاکمیت خواهد رسید و هر کس به پرنده شلیک کند در چهل روز می‌میرد. عادت به خوردن استخوان و ظاهراً نکشتن حیوانات زنده، از سوی سعدی در گلستان (۱۲۵۸ میلادی) مورد توجه قرار گرفته است: 
| همای بر همه مرغان از آن شرف دارد |  | که استخوان خورد و جانور نیازارد |

در ۱۶۲۵ میلادی، جهانگیرشاه، امپراتور گورکانی، چینه‌دان این پرنده را داشت و آن را بررسی کرد و متوجه شد که چینه‌دان مملو از استخوان است.